# Banchus rufescens
Banchus rufescens är en stekelart som beskrevs av Henry Keith Townes, Jr. 1978. Banchus rufescens ingår i släktet Banchus och familjen brokparasitsteklar. Inga underarter finns listade.